# Micronycteris brosseti
Micronycteris brosseti és una espècie de ratpenat de la família dels fil·lostòmids. Viu al Brasil, la Guaiana Francesa, Guyana, el Perú i, possiblement, Colòmbia, l'Equador i Veneçuela. S'alimenta d'insectes i ocasionalment de fruita. El seu hàbitat natural són els boscos primaris. Es desconeix si hi ha cap amenaça significativa per a la supervivència, tot i que la desforestació podria ser-ne una. L'espècie fou anomenada en honor del zoòleg francès André Brosset.